# Rječica Donja
Rječica Donja är en ort i Bosnien och Hercegovina.   Den ligger i entiteten Republika Srpska, i den centrala delen av landet, 90 km norr om huvudstaden Sarajevo. Rječica Donja ligger 184 meter över havet och antalet invånare är 240.
Terrängen runt Rječica Donja är huvudsakligen lite kuperad. Rječica Donja ligger nere i en dal. Runt Rječica Donja är det ganska tätbefolkat, med 93 invånare per kvadratkilometer.. Närmaste större samhälle är Doboj, 15,2 km norr om Rječica Donja. 
I omgivningarna runt Rječica Donja växer i huvudsak lövfällande lövskog.